# São Lourenço (Brésil)
Pour les articles homonymes, voir São Lourenço.
São Lourenço (Saint-Laurent) est une ville Brésilenne, avec 57,2 km2, reconnue par ses beautés naturelles et ses eaux minérales. Elle se situe à égale distance (environ 3 heures et demie) de São Paulo et Rio de Janeiro.
La température moyenne à São Lourenço est de 18 °C. En hiver la température peut descendre jusqu'à 0 °C, avec quelques rares gelées.
Le tourisme est la principale activité économique de la ville.
La ville fut classée par l'IBGE comme le deuxième du Minas Gerais pour son IDH et reçoit annuellement 600 000 visiteurs.